# 明道书院
明道书院是始建于宋代的古代著名书院，是南京历史上规模最大、南京城内设立最早的书院。

## 历史
- 南宋嘉定年间，知府刘珙立精舍，得真德秀之助，置堂长及职事员，延致学者。以程颢（号明道）曾任江宁上元县主簿，时称明道先生书堂。
- 淳祐元年（1241年），知府吴渊构屋建院，宋理宗赐“明道书院”额，规制始备。程颢五世孙入书院。
- 明朝嘉靖初，御史卢焕重建，岁久复倾。
- 清朝康熙六年（1667年），知府陈升虞等倡修复旧制。

## 概况
明道书院位于今中华门内东侧下江考棚一带。
明道书院曾提供大学教育和小学教育，学生分为“大学生员”、“小学生员”两类，大学生员一般三十岁以下，小学生员十余岁以下。在元代时，“大学生员”分“治经”、“治赋”两个专业。“小学生员”学诗文，习《大学》、《中庸》、《论语》、《孟子》、《小学》、《通鉴》。